# هیستریا اگاتا
هیستریا اگاتا (به انگلیسی: Histria Agata) یک کشتی است که طول آن ۱۷۹٫۹ متر (۵۹۰ فوت) می‌باشد. این کشتی در سال ۲۰۰۷ ساخته شد.